# ДС-У2-М
ДС-У2-М (- молекулярный) — тип советских научно-исследовательских космических аппаратов разработанных в ОКБ-586 (ныне КБ «Южное») и предназначенных для изучение работы и функционирования систем бортового молекулярного генератора в условиях космического полёта, а также для получения необходимых данных для проектирования беззапросных односторонних линий связи.
Космический аппарат «ДС-У2-М» относится к аппаратам двойного назначения, которые использовались как в интересах науки, так и для решения военно-прикладных заданий.

## История создания
В декабре 1959 года создается Межведомственный научно-технический совет по космическим исследованиям при Академии Наук СССР во главе с академиком М. В. Келдышем, на который возлагается разработка тематических планов по созданию космических аппаратов, выдача основных тематических заданий, научно-техническая координация работ по исследованию и освоению верхних слоев атмосферы и космического пространства, подготовка вопросов организации международного сотрудничества в космических исследованиях.
Членом Президиума Межведомственного научно-технического совета по космическим исследованиям утверждается М. К. Янгель. В области прикладных задач проведения подобных работ было поручено НИИ-4 Министерства обороны СССР.
В 1962 году в программу второй очереди пусков ракеты-носителя «63С1», были включены космические аппараты «ДС-А1», «ДС-П1», «ДС-МТ» и «ДС-МГ».
Положительные результаты первых работ, подтвердившие перспективность дистанционных методов решения научных и прикладных задач, стимулировали огромный поток заявок на разработки новых научно-исследовательских космических аппаратов с различной целевой аппаратурой на борту.
После проведения поисковых проектных работ по разработки новой модификации исследовательских спутников стало очевидно, что в связи с многообразием исследовательских задач и различиями между требованиями к новой серии, разработать аппарат одного типа было практически невозможно.
В 1963 году было принято решение о создании трёх модификаций унифицированной спутниковой платформы:
- ДС-У1 — неориентированный в пространстве космический аппарат с химическими источниками энергии;
- ДС-У2 — неориентированный в пространстве космический аппарат с солнечными батареями, в качестве источника энергии;
- ДС-У3 — ориентированный на Солнце космический аппарат с солнечными батареями, в качестве источника энергии.

Малые космические спутниковые платформы стали инструментальной базой для организации международного сотрудничества в области исследования космического пространства по программе «Интеркосмос».

## Особенности конструкции

### Корпус
Основным узлом каждой модификации унифицированной платформы является герметичный корпус, выполненный из специального алюминиевого сплава — АМг-6, что было продиктовано необходимостью обеспечения определенных климатических условий в середине корпуса аппарата. Цилиндрический корпус длиной 1,46 м и диаметром 0,8 м условно разделен на три отсека:
- отсек научной аппаратуры;
- отсек комплекса основных и вспомогательных систем;
- отсек электроснабжения.

### Солнечные батареи
Солнечная батарея общей площадью 5 м2 представляет собой восьмигранную призму с четырьмя поворотными панелями. Основанием солнечной батареи является штампованный каркас, выполненный из комбинации алюминиевых и магнитных сплавов.
На гранях и торцевых поверхностях каркаса устанавливаются стационарные панели солнечной батареи. Четыре поворотные панели прикреплены к каркасу с помощью поворотных механизмов.
В транспортном положении поворотные панели солнечной батареи закреплены на каркасе в свернутом положении. Открепление и установка солнечных панелей происходит во время отделения космического аппарата от ракеты-носителя.
На всех модификациях спутниковых платформ «ДС-У2» и «ДС-У3» применялись фотоэлектрические системы электроснабжения с солнечными батареями кремниевых фотопреобразователей и электрохимическими батареями серебряно-цинковых аккумуляторов, работающих в буферных зарядно — рязрядных режимах.

### Бортовой аппаратный комплекс
Бортовой аппаратный комплекс космического аппарата типа «ДС-У2-М» предназначается для командно-информационного, энергетического, климатического и сервисного обеспечения функционирования аппаратуры целевого назначения космического аппарата.
В состав радиотехнического комплекса входит:
- «БРКЛ-Б» — аппаратура командной радиолинии связи, представляет собой узкополосный приемник-дешифратор переданных с Земли сигналов для преобразования их в команды немедленного исполнения;
- «Краб» — аппаратура радиоконтроля орбиты и телесигнализации представляет собой передатчик высокостабильного двухчастотного когерентного сигнала излучения, который используется наземной станцией для

определения орбитальной скорости космического аппарата, а также для передачи информации с датчиков телеметрии;
- «Трал-П2» — аппаратура телеконтроля с запоминающим устройством «ЗУ-2С».

В состав научной аппаратуры входит:
- «МГ-2» — двухпучковый молекулярный генератор, работающий на линии инверсного перехода аммиака с квантовыми числами j=2, k=3. Аппаратура генерирует частоту 23870,13 МГц с относительной нестабильностью частоты не более 1,0х10−11 за период времени в 60 минут;[1]
- «Е-149М» — блок привязки частоты;
- научный прибор «Е-150М»;
- блок термостатирования резонатора и аммиачный бачок «МГ»;
- «Е-155М» — бортовое приемное устройство дециметрового диапазона для приема и преобразования сигнала наземных станций;
- «Е-151» — бортовой радиопередатчик;

## Предназначения платформы
Спутниковая платформа космических аппаратов типа «ДС-У2-М» была предназначена для проведения следующих научных экспериментов:
- испытание работы и измерение стабильности частоты бортового молекулярного генератора в условиях космического полёта;[9]
- измерение гравитационного сдвига частоты бортового молекулярного генератора с целью проверки общей теории относительности;
- получение необходимых данных для проектирования беззапросных односторонних линий связи.

Заказчиком и постановщиком данного научного эксперимента был Физический институт имени П. Н. Лебедева АН СССР.

## Эксплуатация
На базе платформы «ДС-У2-М» было разработано и запущено со стартовой площадки космодрома «Капустин Яр» два космических аппарата серии «Космос», а именно:
- «Космос-97» — запущенный 26 ноября 1965 года;[2]
- «Космос-145».

## Результаты экспериментов
По результатам запусков была экспериментально подтверждена возможность работы квантовых стандартов частоты в условиях вакуума, невесомости и других факторов космического полёта.
Также в процессе полёта удалось получить данные, что позволили сделать выводы, необходимые для дальнейшей конструкторской разработки бортовых молекулярных генераторов с целью создания промышленных образцов широкого применения.